# Vaccin diphtérique, tétanique, coquelucheux, de l'hépatite B, poliomyélitique et de l'Haemophilus influenzae type b
Le vaccin diphtérique, tétanique, coquelucheux, de l'hépatite B, poliomyélitique et de l'Haemophilus influenzae type b (abrégé en vaccin DTC-HepB-P-Hib ou DTCa-HepB-P-Hib) est un vaccin combiné hexavalent destiné aux nourrissons. Il comprend donc 6 vaccins, contre la diphtérie, le tétanos, la coqueluche, l'hépatite B, la poliomyélite et les infections invasives à Haemophilus influenzae de type b. Il est fabriqué et commercialisé par les laboratoires GlaxoSmithKline depuis 2004 sous le nom Infanrix hexa ou par Sanofi Pasteur, sous le nom de Hexyon.
Ce vaccin peut être utilisé chez le jeune enfant jusqu’à l’âge de 36 mois afin de l’immuniser contre les six maladies visées, en trois injections réalisées aux âges de 2, 4 et 11 mois d'après le calendrier des vaccinations.

## Noms des Spécialités
En france 
- hexyon Sanofi Pasteur CIP 3400927350078  ( début 04072023 )
- infanrix hexa GlaxoSmithKline Vaccines CIP 3400935495839 ( début 26032008 )
- infanrix hexa GlaxoSmithKline Vaccines CIP  3400935496089
- Vaxelis MSD France   CIP 3400930079782 ( 1 aig) , 3400930079799  ( 2 aig) ( début 13122022)

## Polémique en France
(avril 2020).
Une polémique survient en France depuis le début des années 2010 à propos de ce vaccin[réf. nécessaire].
Pour les opposants à ce vaccin, ce vaccin combiné regrouperait trop de vaccins importants en une seule fois, ce qui pourrait provoquer une réaction immunitaire incontrôlée (choc anaphylactique), ou des maladies auto-immunes à long terme[réf. nécessaire]. Les opposants estiment également être pris en étau entre une loi imposant la vaccination des nourrissons, et l'impossibilité de recourir à un autre vaccin (le DT-Polio) dont la fabrication a été stoppée en 2008.
La composition du vaccin est également mise en cause (là aussi sans réel fondement scientifique ou épidémiologique).
Les opposants au vaccin précisent qu'il est inutile de chercher à vacciner un nourrisson contre une maladie sexuellement transmissible : l'hépatite B. Ce faisant, ils ignorent complètement que cette maladie a d'autres vecteurs de transmission que la sexualité active comme le sang (utilisation de seringues souillées, dans le cas de bébés nés de mères toxicomanes). Ils ignorent aussi qu'une politique de santé publique traite une population dans son ensemble et non une somme de cas particuliers, ce qui est a l'opposé des principes de bases de la médecine (un traitement adapté à chaque patient). L'objectif de cette politique à terme est que l’ensemble de la population soit couvert. Le traitement des plus jeunes enfants est un des moyens efficaces d'obtenir cette couverture vaccinale nécessaire - sauf à considérer que la vaccination n'est pas bénéfique et qu'un taux de couverture minimal n'est pas un objectif souhaitable.
Un document confidentiel de 1,271 pages sur la pharmacovigilance du vaccin pédiatrique Infanrix Hexa a été adressé par le laboratoire GSK aux autorités, il porte notamment sur les effets secondaires recensés au niveau européen par le fabricant du 23 octobre 2009 au 22 octobre 2011 : 825 types de complications et effets secondaires, extrêmement variés et susceptibles d’affecter chaque système et chaque organe du corps : le système sanguin, le système cardio-vasculaire, le système nerveux, le système immunitaire, pulmonaire, la peau, mais aussi les organes des sens (vue, ouïe,..), le système osseux et les articulations, le système urinaire, le système digestif ainsi que le système hormonal. Sur cette période de temps déterminée, la firme a reçu 1,742 rapports d’effets secondaires, parmi lesquels 503 concernaient des effets graves non listés et 56 des effets secondaires graves listés. 36 décès, sur 2 ans de temps, la plupart survenus dans les tout premiers jours après l’injection du vaccin ont été constatés, sans toutefois mettre en évidence de lien de causalité entre l'injection du vaccin et les décès[source insuffisante][réf. à confirmer].
En 2018, le remboursement du vaccin Infanrix hexa a été reconfirmé par la HAS, jugeant que "le service médical rendu par INFANRIX HEXA reste important".